# Canton d'Ajaccio-1
Le canton d'Ajaccio-1 est une division administrative française située dans le département de la Corse-du-Sud et la région Corse.

## Histoire
- De 1833 à 1848, les cantons d'Ajaccio et de Sarrola avaient le même conseiller général. Le nombre de conseillers généraux était limité à 30 par département[3].

- Le canton d'Ajaccio-I (Ouest-Ville) a été créé par le décret du 18 août 1973 à la suite du démantèlement de l'ancien canton d'Ajaccio[1].

- Un nouveau découpage territorial de la Corse-du-Sud entre en vigueur en mars 2015, défini par le décret du 24 février 2014[2]. La composition du canton d'Ajaccio-1 est remaniée.

## Géographie
Ce canton est organisé autour d'Ajaccio dans l'arrondissement d'Ajaccio. Son altitude varie de 0 m (Ajaccio) à 787 m (Ajaccio) pour une altitude moyenne de 38 m.

## Représentation

### Conseillers généraux de l'ancien canton d'Ajaccio (1833 à 1973)
| Période          | Période          | Identité                                   | Étiquette                        | Qualité |
| ---------------- | ---------------- | ------------------------------------------ | -------------------------------- | --- |
| 1833             | 1848             | Dominique Cunéo d'Ornano                   |                                  | Président du Tribunal civil d'Ajaccio |
| 1848             | 1852 (démission) | Napoléon-Jérôme Bonaparte                  | Gauche                           | Député de Corse (1848-1849 et 1876-1877) Député de la Sarthe (1849-1851) Sénateur (1852-1870) |
| 1852             | 1861             | Paul François Péraldi (1803-1880)          |                                  | Rentier, ancien maire d'Ajaccio (1837-1848) Ancien conseiller général du Canton de Bastelica et du Canton de Bocognano (1847-1848) |
| 1855             | 1865 (décès)     | Michel Stéphanopoli de Comnène (1814-1865) |                                  | Médecin, conseiller municipal d'Ajaccio |
| 1865             | 1866 (décès)     | Comte Félix Baciocchi (1803-1866)          |                                  | Ancien conseiller général du canton de Piedicroce Ancien officier d'ordonnance du Prince Louis-Napoléon Bonaparte Ancien diplomate en Grèce et dans l'Empire Ottoman Premier chambellan de l'Empereur Napoléon III Surintendant général des théâtres de l'Empire Sénateur (1866) |
| 1866             | 1867             | Marc-Aurèle Ceccaldi                       |                                  | Conseiller municipal d'Ajaccio |
| 1867             | 1871 (démission) | Napoléon-Charles Bonaparte                 | Bonapartiste                     | Militaire |
| 1872             | 1874             | Napoléon-Jérôme Bonaparte                  | Gauche modérée                   | Député de la Corse (1848-1859 et 1876-1877) Député de la Sarthe (1849-1851) Sénateur (1852-1871) |
| 1874             | 1880             | Napoléon-Charles Bonaparte                 | Droite bonapartiste              | Président du Conseil général (1874-1880) |
| 1880             | 1892             | Comte Jean Peraldi                         | Droite républicaine              | Avocat |
| 1892             | 1904             | Nicolas Péraldi                            | Républicain                      | Notaire Maire d'Ajaccio (1870-1877) Député (1881-1885) Sénateur (1885-1894 et 1909-1912) |
| 1904             | 1910             | Jacques Stéphanopoli                       | Bonapartiste                     | Adjoint au maire d'Ajaccio |
| 1910             | 1919             | Dominique Pugliesi-Conti                   | Républicain progressiste puis NI | Député (1910-1919) Maire d'Ajaccio (1904-1919) |
| 1919             | 1922             | Antoine Muracciole                         |                                  | Secrétaire de la rédaction du Journal de la Corse, conseiller municipal d'Ajaccio |
| 1922             | 1928             | Jérôme Péri                                | Rad.                             | Enseignant puis négociant, Président de la Chambre de commerce Maire d'Ajaccio (1919-1925) |
| 1928             | 1940             | François del Pellegrino (1878-1957)        | Conservateur Bonapartiste        | Médecin Premier adjoint au maire d'Ajaccio |
|                  |                  |                                            |                                  | |
| 1945             | 1951             | Achille Peretti                            | Rad.                             | Avocat Vice-président du Conseil général Elu en 1970 dans le Canton de Neuilly-sur-Seine-Sud |
| 1951             | 1958             | Antoine Sérafini                           | RPF puis RS                      | Ingénieur Maire d'Ajaccio (1949-1953 et 1959-1964) Député (1951-1955 et 1962-1964) |
| 1958             | 1964             | Noël Franchini                             | PCF                              | Ophtalmologiste |
| 1964             | 1966 (décès)     | Barthélemy Ramaroni                        | Bonapartiste                     | Médecin |
| 11 décembre 1966 | 1973             | Pascal Rossini (1919-1975)                 | Bonapartiste                     | Commissaire principal aux enquêtes économiques Maire d'Ajaccio (1964-1975) |

### Conseillers d'arrondissement du canton d'Ajaccio (de 1833 à 1940)
| Période                                  | Période      | Identité                                  | Étiquette    | Qualité |
| ---------------------------------------- | ------------ | ----------------------------------------- | ------------ | --- |
| 1833                                     | 1845         | Étienne Pugliesi (1803-1887)              |              | Négociant, propriétaire à Ajaccio                                                                           |
| 1845                                     | 1848         | André-Napoléon Lévie-Ramolino (1814-1885) |              | Propriétaire à Ajaccio                                                                                      |
| 1848                                     | 1852         | Philippe-César Courand (1784-1853)        |              | Capitaine des voltigeurs corses en retraite à Ajaccio                                                       |
| 1852                                     |              | Gabriel Marchi                            |              | Imprimeur à Ajaccio, rédacteur du Journal de la Corse                                                       |
|                                          |              |                                           |              | |
| avant 1877                               | 1881 (décès) | François Santamaria                       |              | Négociant, adjoint au maire d'Ajaccio, Président du Conseil d'arrondissement                                |
| 1881                                     | 1886         | Ignace Berfini (1849-1954)                |              | Négociant en fer et métaux, adjoint au maire d'Ajaccio                                                      |
| 1886                                     |              | Pierre Petreto                            | Bonapartiste | Avoué à Ajaccio, maire de 1893 à 1896                                                                       |
|                                          |              |                                           |              | |
| av.1891                                  |              | François Marie Colonna                    |              | Suppléant du juge de paix                                                                                   |
|                                          |              |                                           |              | |
| 1895                                     |              | Ignace Berfini                            |              | Négociant en fer et métaux, adjoint au maire d'Ajaccio, Président du Conseil d'arrondissement               |
|                                          |              |                                           |              | |
| 1919                                     |              | François Antoine Mufraggi                 |              | Maire d'Afa                                                                                                 |
|                                          |              |                                           |              | |
| av.1937                                  | 1940         | Charles Bonelli                           | Parti Pietri | Armurier à Ajaccio                                                                                          |
| 1940                                     |              |                                           |              | Les conseils d'arrondissement ont été suspendus par la loi du 12 octobre 1940 et n'ont jamais été réactivés |
| Les données manquantes sont à compléter. |              |                                           |              | |

### Conseillers généraux du canton d'Ajaccio-1 de 1973 à 2015
| Période | Période          | Identité                | Étiquette                     | Qualité |
| ------- | ---------------- | ----------------------- | ----------------------------- | --- |
| 1973    | 1976 (décès)     | Ambroise Fieschi        | DVD (siégeait avec la gauche) | Ancien membre du Comité de Salut Public (1958) à Ajaccio                                                                                                  |
| 1976    | 1998             | Raphaël Baldocchi       | Bonapartiste                  | Maire-adjoint d'Ajaccio |
| 1998    | 2004             | Marc Marcangeli         | DVD                           | Médecin de prison Maire d'Ajaccio (1994-2001) Député (1994-1995)                                                                                          |
| 2004    | 2011             | Philippe Cortey         | DVD                           | Médecin rhumatologue Adjoint au maire d'Ajaccio Vice-Président du Conseil Général                                                                         |
| 2011    | 2014 (démission) | Laurent Marcangeli      | UMP                           | Avocat Député de la première circonscription de la Corse-du-Sud (depuis 2012) Conseiller municipal d'Ajaccio (2008-2012) Maire d'Ajaccio depuis mars 2014 |
| 2014    | 2015             | Aghitella Pietri-Mistre | UMP                           | Conseillère municipale d'Ajaccio Retraitée de l'éducation nationale                                                                                       |

### Conseillers départementaux du canton d'Ajaccio-1 (2015 à 2017)
| Période élective | Période élective | Mandat | Mandat | Identité                | Nuance | Nuance | Qualité |
| ---------------- | ---------------- | ------ | ------ | ----------------------- | ------ | ------ | --- |
| 2015             | 2021             | 2015   | 2017   | Pierre-Jean Luciani     |        | DVD    | Ancien conseiller général (CCB) Bonapartiste du canton d'Ajaccio-2. Président du conseil départemental.                 |
| 2015             | 2021             | 2015   | 2017   | Aghitella Pietri-Mistre |        | LR     | Conseillère municipale d'Ajaccio Retraitée de l'éducation nationale Ancienne conseillère générale du canton d'Ajaccio-1 |

Lors des élections départementales de 2015, le binôme composé de Pierre-Jean Luciani et Aghitella Pietri-Mistre (UMP) est élu au 1er tour avec 69,46 % des suffrages exprimés, devant le binôme composé de Jean Louis Amidei et Emmanuelle Cervetti (DVG) (21,63 %). Le taux de participation est de 48,02 % (3 967 votants sur 8 261 inscrits) contre 51,56 % au niveau départementalet 50,17 % au niveau national.

## Composition

### Composition de 1973 à 2015
Le canton d'Ajaccio-I  se composait de la portion de territoire de la ville d'Ajaccio comprenant les voies et quartiers ci-après : avenue Barthélemy-Ramaroni, avenue du Conseil-d’État, boulevard Lantivy, hospice Eugénie, rue Mérimée, avenue Sylvestre Marcaggi, rue Miss-Cambell, rue Gabriel-Péri, rue Colomba, boulevard François-Salini, boulevard Fred-Scaramont, résidence Napoléon, rue de la Comtesse-Waleska, boulevard Dominique-Fabiani, rue de Rivoli, rue du Pont-d'Arcole, rue d'Iéna, rue Benielli, avenue Nicolas-Pietri, avenue de Verdun, Salario, clinique Comiti, boulevard Adolphe-Landry, boulevard Albert-Ier, école normale d'instituteurs, rue Davin, place Trottel, boulevard Pugliesi-Conti, rue de Solferino, boulevard Madame-Mère, rue du Capitaine-Bose, rue de Wagram, rue de Marengo, cours Lucien-Bonaparte, résidence du Parc-Berthault, boulevard Stéphanopoli-de-Commène, chapelle des Grecs, avenue du Duc-de-Pozzo-di-Borgo, résidence des Iles-Sanguinaires, route des Sanguinaires.

### Composition à partir de 2015
| Nom                             | Code Insee | Intercommunalité    | Superficie (km2) | Population (dernière pop. légale)                | Densité (hab./km2) | Modifier                                    |
| ------------------------------- | ---------- | ------------------- | ---------------- | ------------------------------------------------ | ------------------ | ------------------------------------------- |
| Ajaccio (bureau centralisateur) | 2A004      | CA du Pays ajaccien | 82,03            | Fraction : 17 627 (2022) Commune : 75 343 (2022) | 918                | modifier les données · modifier les données |
| Canton d'Ajaccio-1              | 2A01       |                     |                  | 17 627 (2022)                                    |                    | modifier les données                        |

Le nouveau canton d'Ajaccio-1 comprend la partie de la commune d'Ajaccio située à l'ouest d'une ligne définie par l'axe des voies et limites suivantes : depuis la limite territoriale de la commune de Villanova, rue du Fort (direction Est), avenue Nicolas-Pietri (direction Sud), cours du Général-Leclerc, rue Rossi, avenue de Verdun (direction Nord-Est), rue Henri-Maillot, canal de la Gravona, avenue Napoléon-III (direction Sud-Est), avenue de l'Impératrice-Eugénie, rue Henri-Dunant, rue du Sergent-Casalonga, rue du Général-Campi, rue du Général-Fiorella (direction Est), rue du Docteur-Stéphanopoli, rue du Cardinal-Fesch (direction Sud-Est), passage Bonino, tronçon de voie dans le prolongement du passage Bonino (direction Est), quai de la République (direction Sud).

## Démographie

### Démographie avant 2015
| 1975 | 1982 | 1990  | 1999  | 2006   | 2011   | 2012   |
| ---- | ---- | ----- | ----- | ------ | ------ | ------ |
| -    | -    | 9 847 | 8 891 | 12 003 | 12 630 | 11 882 |

### Démographie depuis 2015
En 2022, le canton comptait 17 627 habitants, en évolution de +11,62 % par rapport à 2016 (Corse-du-Sud : +7,61 %, France hors Mayotte : +2,11 %).
| 2013   | 2018   | 2022   |
| ------ | ------ | ------ |
| 14 890 | 16 430 | 17 627 |